# Сушак, Николай Иосифович
Николай Иосифович Сушак  (укр. Микола Йосипович Сушак; 19 мая 1943, село Кукавка, Могилёв-Подольский район, Винницкая область, Украинская ССР, СССР — 20 марта 2014, Киев, Украина) — советский баскетболист. Центровой. Мастер спорта СССР международного класса. Чемпион Европы. Выступал за СКА (Киев). Подполковник запаса.

## Биография
Николай Сушак начал заниматься баскетболом в 18 лет под руководством  Наполеона Карловича Каракашьяна.  
Выступал за киевский СКА, становился с ним призёром чемпионата СССР. В составе сборной Украины стал чемпионом Спартакиады народов СССР 1967 года.
Периодически привлекался в сборную СССР, в составе сборной завоевал золотую медаль на чемпионате Европы-1965, становился победителем Мемориала Ю.А. Гагарина в 1972 году.
После завершения игровой карьеры преподавал в Киевском высшем военном авиационном инженерном училище, продолжал заниматься баскетболом. В 1985 году во время матча получил тяжелую, с повреждением спинного мозга, травму позвоночника, надолго приковавшую его к постели. Сумел самостоятельно оправиться от травмы и встать на ноги. Основал Центр восстановительной ортопедии и реабилитации спинальных больных в Киеве. 
О своей жизни написал автобиографическую книгу «Марафон по кривой».
Ушёл из жизни 20 марта 2014 года.

## Достижения
- Чемпион Европы: 1965.
- Чемпион СССР: 1967.
- Серебряный призёр чемпионата СССР: 1968.
- Бронзовый призёр чемпионата СССР: 1972.
- Чемпион Спартакиады народов СССР: 1967.
- Серебряный призёр Спартакиады народов СССР: 1971.